# 无翼坡垒
无翼坡垒（学名：Hopea reticulata）一种分布于泰国和越南等地的常绿乔木，隶属于龙脑香科坡垒属，目前一般认为产自中国海南岛甘什岭的铁凌（Hopea exalata）是本种的同物异名，并被列为中国国家二级重点保护野生植物。